# Waleska
La ville de Waleska est une ville du comté de Cherokee, en Géorgie, aux États-Unis.

## Démographie
| 1900 | 1910 | 1920 | 1930 | 1940 | 1950 |
| ---- | ---- | ---- | ---- | ---- | ---- |
| 170  | 243  | 308  | 226  | 264  | 385  |

| 1960 | 1970 | 1980 | 1990 | 2000 | 2010 |
| ---- | ---- | ---- | ---- | ---- | ---- |
| 479  | 487  | 450  | 700  | 616  | 644  |

Elle comptait 644 habitants lors du recensement de 2010.

## Source
- (en) Cet article est partiellement ou en totalité issu de l’article de Wikipédia en anglais intitulé « Waleska, Georgia » (voir la liste des auteurs).